# ネリー・ディーナー

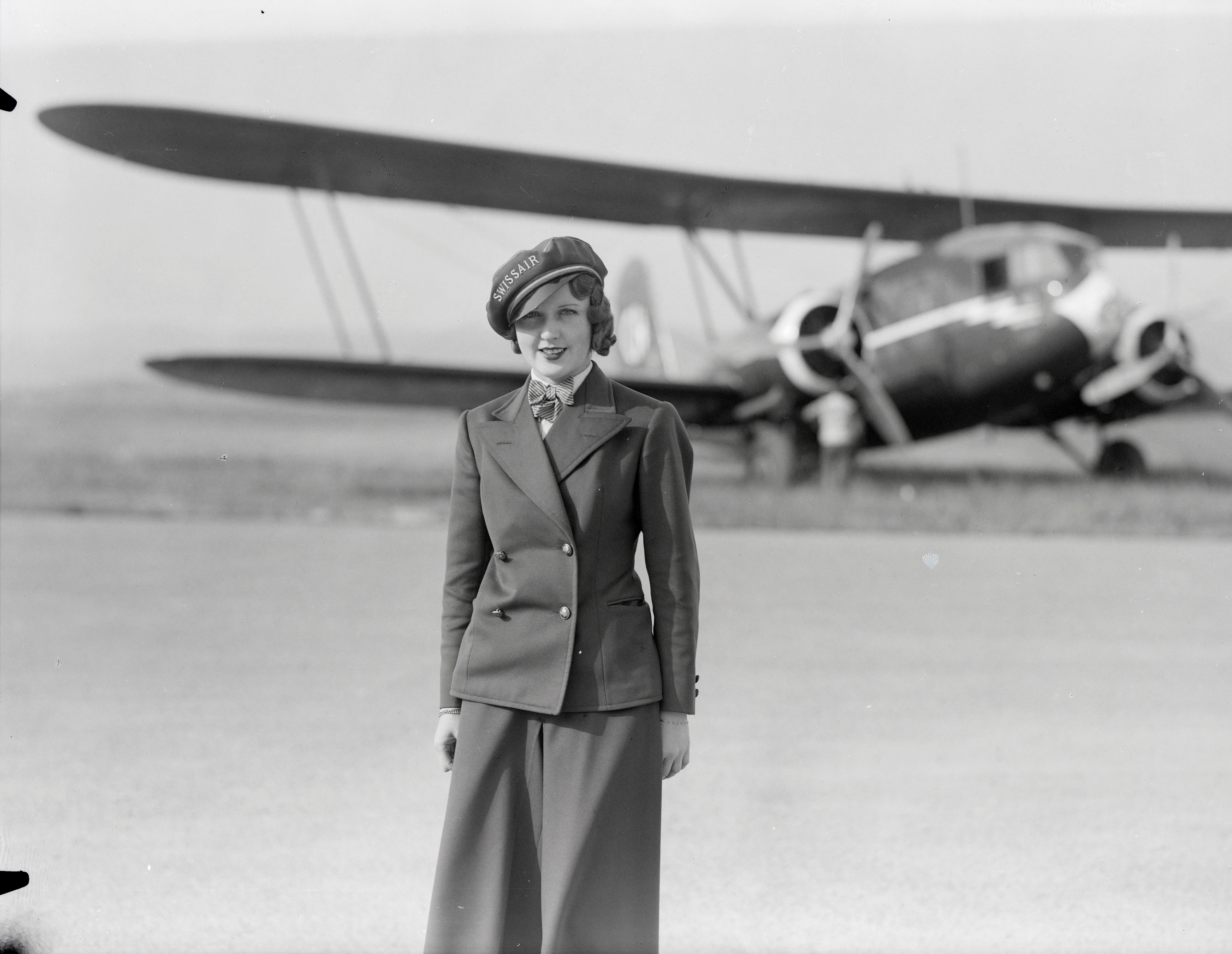
ネリー・ディーナー

ネリー・ディーナー（Nelly Diener 、1912年 - 1934年7月27日）はヨーロッパで最初のスチュワーデスで、スイス航空で働いた。1934年航空事故で死亡した。 
旅客を乗せた航空事業は1911年の飛行船 LZ 10 "Schwaben"などに始まり、1927年5月1日からイギリスのインペリアル航空はロンドン-パリ間の航路に男性の客室乗務員を搭乗させた。1930年にアメリカ合衆国のボーイング航空会社（現在のユナイテッド航空）のマネージャーが女性の客室乗務員を搭乗させることにより乗客の不安を軽減させることができると考え、1930年5月15日にエレン・チャーチ(1904年-1965年)が世界最初のスチュワーデスとなった。
ネリー・ディーナーは1934年の初めから、ヨーロッパ最初のスチュワーデスとしてスイス航空で働き、「空のエンジェル」 などと報じられた。79回の飛行を行なった後、1934年7月27日搭乗したチューリッヒ-ベルリン便のカーチスAT-32Cコンドル旅客機がヴルムリンゲン（Wurmlingen ）で墜落し、9人の乗客、2人の乗員とともに死亡した。